# Katzbalger

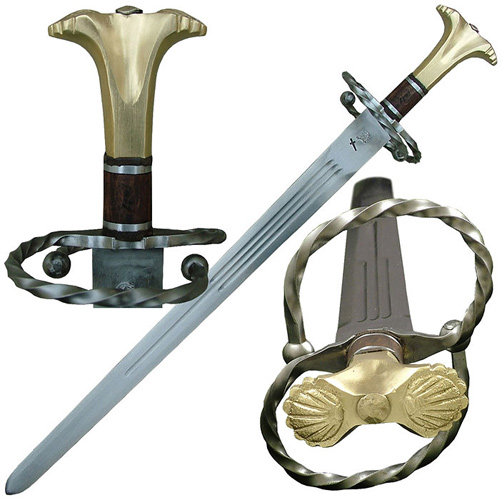
Katzbalger

Katzbalger (niem.) – zachodnioeuropejski miecz z przełomu XV i XVI wieku, używany z reguły przez piechotę lancknechtów i najemników szwajcarskich. 
Charakteryzował się otwartą rękojeścią (niekiedy zamkniętą), o trzonie rozszerzającym się ku grzybkowatej głowicy, z najczęściej esowatymu jelcem (rzadziej w kształcie poziomych ósemkowatych obłęków bocznych). Szeroka, obosieczna głownia długości ok. 60 cm, ciągniona była obustronnie w jedno lub kilka zbroczy.
Broń noszono przy pasie na pendencie w pozycji poziomej lub rękojeścią skierowaną ukośnie do dołu. Nazwa jej ma pochodzić od bezpośredniej walki wręcz przypominającej walkę (niem. Balgerei) kotów; niekiedy jednak błędnie wywodzi się ją od kociej skóry służącej jako okładzina pochwy.
Współcześnie używany ceremonialnie przez żołnierzy papieskiej Gwardii Szwajcarskiej.